# 福聚寺 (福島県三春町)
福聚寺（ふくじゅうじ）は、福島県田村郡三春町にある臨済宗妙心寺派の寺院。山号は慧日山。本尊は釈迦如来。住職は小説家でもある玄侑宗久。

## 由緒
1339年（暦応2年）復庵宗己の開山、田村輝定の開基により安積郡福原（現・郡山市日和田町八丁目字聖坊）に建立された寺とされ、1504年（永正元年）田村義顕が現在地に移転したという。

## 文化財

### 県指定重要文化財
- 田村氏掟書

### 町指定有形文化財
- 木造十一面観音像
- 雪村周継筆達磨図附雪村庵関係文書2通
- 復庵宗己頂相
- 一元紹碩墨跡
- 物外紹播墨跡
- 福聚寺所蔵印證

### 町指定史跡
- 田村氏三代の墓